# Hedingia
Genre
Hedingia est un genre d'holothuries (concombres de mer) de la famille des Caudinidae.

## Liste des genres
Selon World Register of Marine Species (29 janvier 2015) :
- Hedingia albicans (Théel, 1886) Deichmann, 1938
- Hedingia californica (Ludwig, 1894)
- Hedingia fusiforme (Augustin, 1908)
- Hedingia glabra (Théel, 1886)
- Hedingia ludwigi (Ohshima, 1915)
- Hedingia mediterranea (Bartolini Baldelli, 1914) Tortonese, 1965
- Hedingia planapertura (Clark, 1908)